# Дікан (Мактааральський район)
Діка́н (каз. Диқан) — село у складі Мактааральського району Туркестанської області Казахстану. Входить до складу Іржарського сільського округу.
У радянські часи село називалось Маяк.
Населення — 2359 осіб (2021; 2607 у 2009, 2187 у 1999, 2379 у 1989).